# Pavetta pierlotii
Pavetta pierlotii là một loài thực vật có hoa trong họ Thiến thảo. Loài này được Bridson mô tả khoa học đầu tiên năm 1980.